# Плайдт
Плайдт (нем. Plaidt) — община в Германии, в земле Рейнланд-Пфальц. 
Входит в состав района Майен-Кобленц. Подчиняется управлению Пелленц.  Население составляет 5815 человек (на 31 декабря 2010 года). Занимает площадь 9,39 км².